# 1910 en el cinema
Aquest article és una llista d'esdeveniments sobre el cinema que es van produir durant el 1910.

## Esdeveniments
- Gener – Es funda la Wiener Kunstfilm, primera productora austríaca.
- 18 de març – S'estrena la primera versió cinematogràfica de la novel·la Frankenstein (1818) de Mary Shelley (Frankenstein produïda pels Edison Studios. Es tracta d'una de les primeres pel·lícules de por i Charles Ogle interpretava el monstre.
- 6 de maig – S'estrena als Estats Units el primer noticiari filmat en Kinemacolor, titulat “Funeral of Edward VII”.
- Karl Marbe i Max Wertheimer demostren l'error de la persistència retinal, evidenciant que la percepció del moviment es basa essencialment en un fenomen de síntesi cerebral, que ells anomenen "efecte Phi".[1]
- Florence Lawrence esdevé la primera estrella del cinema quan la productora Independent Moving Pictures Company of America (IMP) utilitza el seu nom per publicitar les pel·lícules en que participa.[2]
- A Londres es crea la Pathé News per tal de produir noticiaris i documentaris.[3]
- Marcus Loew s'associa amb Adolph Zukor, Joseph Schenck i Nicholas Schenck i reanomena la seva cadena de sales d'exhibició “Loew's Consolidated Enterprises”.

## Selecció de pel·lícules estrenades el 1910
- Charles Ogle caracteritzat com a Frankenstein en la versió de 1910 feta per la EdisonAbraham Lincoln's Clemency

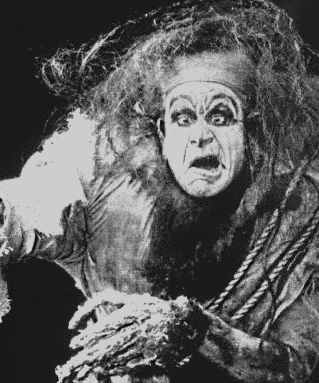
Charles Ogle caracteritzat com a Frankenstein en la versió de 1910 feta per la Edison

- Afgrunden (Dinamarca), protagonitzada per Asta Nielsen
- Alice's Adventures in Wonderland
- As It Is In Life, dirigida per D. W. Griffith i protagonitzat per Mary Pickford
- The Blue Bird
- The Broken Oath, primera pel·lícula que per promocionar-la es va usar el nom de la seva actriu protagonista, Florence Lawrence, juntament amb una foto d'aquesta per identificar-la.[4]
- A Christmas Carol (Edison)
- The Family Doctor
- Faust (Itàlia/ Cines) dirigit per Enrico Guazzoni
- Faust (França) produïda per la Éclair
- Frankenstein de la Edison Studios, dirigida per J. Searle Dawley.
- The Fugitive, dirigida per D. W. Griffith
- Funeral of Edward VII
- The Ghost in the Oven, produïda per William Selig
- The House with Closed Shutters, dirigida per D. W. Griffith
- Hugo, the Hunchback, dirigida per William Selig.
- Den Hvide Slavehandel (Dinamarca), dirigida per August Blom
- Inferno (Itàlia/ Helios Films).
- In Old California, dirigida per D. W. Griffith. Primera pel·lícula en rodar-se íntegrament a Hollywood.[5]
- In the Border States, dirigida per D. W. Griffith
- The Johnson-Jeffries Fight
- The Key of Life, produïda per la Thomas Edison Co.
- A Lad from Old Ireland, dirigida per Sidney Olcott
- The Minotaur escrita i dirigida per J. Stuart Blackton per a la Vitagraph.
- New York of Today, produïda pels Edison Studios
- La Police en l′an 2000, una de les primeres pel·lícules de ciència-ficció de la Gaumont.[6]
- Ramona, dirigida per D. W. Griffith i protagonitzada per Mary Pickford.
- L'Auberge Rouge (França/ Pathé) dirigida per Camille de Morlhon i escrita per Abel Gance.
- Robert le diable (França/ Gaumont) dirigida per Étienne Arnaud i protagonitzada per Leonce Perret.
- Le roi de Thulé  (França) dirigida per Étienne Arnaud i Louis Feuillade.
- The Skeleton (Vitagraph)
- Slippery Jim, dirigida per Ferdinand Zecca
- Thunderbolt
- The Unchanging Sea, dirigida per D. W. Griffith
- Uncle Tom's Cabin (Vitagraph), primera pel·lícula dramàtica de 3 bobines (uns 40 minuts) produïda per una empresa nord-americana.[7]
- Le Vitrail Diabolique, dirigida per Georges Mélies
- White Fawn's Devotion, dirigida per James Young Deer el primer director indi americà.
- Willful Peggy (Biograph), dirigida per D.W. Griffith i protagonitzada per Mary Pickford..
- The Witch of the Glen (britànica/ Warwick Productions)
- The Wonderful Wizard of Oz

## Naixements

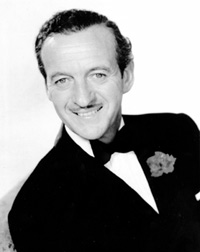
David Niven

- David Niven3 de gener – John Sturges, director estatunidenc (d. 1992)

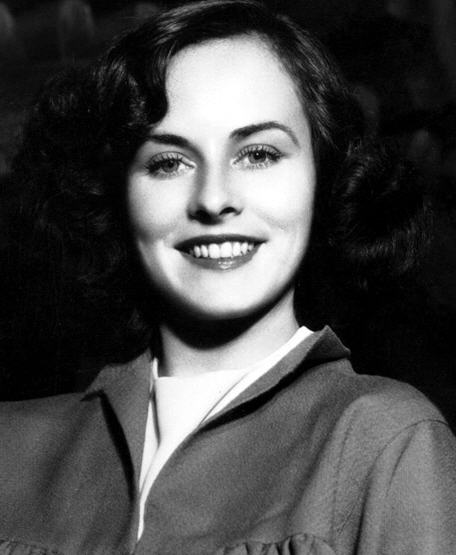
Paulette Goddard (fotograma de Temps moderns)

- Paulette Goddard (fotograma de Temps moderns)12 de febrer – Luise Rainer, actriu alemanya (d. 2014)
- 27 de febrer – Joan Bennett, actriu estatunidenca (d. 1990)
- 1 de març – David Niven, actor estatunidenc (d. 1983)
- 8 de març – Claire Trevor, actriu estatunidenca (d. 2000)
- 23 de març – Akira Kurosawa, director japonès (d. 1998)
- 23 d'abril – Simone Simon, actriu francesa (d. 2005)
- 15 de maig – Constance Cummings, actriu francesa (d. 2005)
- 23 de maig – Scatman Crothers, cantant, músic, ballarí i actor estatunidenc (d. 1986)
- 3 de juny – Paulette Goddard, actriu estatunidenca (d. 1990)
- 9 de juny – Robert Cummings, actor estatunidenc (d. 1990)
- 24 de juny – Martha Sleeper, actriu de cinema i teatre estatunidenca (d. 1987)
- 4 de juliol – Gloria Stuart, actriu estatunidenca (d. 2010)
- 27 de juliol – Lupita Tovar, actriu mexicana (d. 2016)
- 4 d'agost – Anita Page, actriu estatunidenca (d. 2008)
- 6 d'agost – Charles Crichton, director britànic (d. 1999)
- 8 d'agost – Sylvia Sidney, actriu de cinema i teatre estatunidenca (d. 1999)
- 12 d'agost – Jane Wyatt, actriu estatunidenca (d. 2006)
- 16 d'agost – Mae Clarke, actriu estatunidenca (d. 1992)
- 19 de setembre – Margaret Lindsay, actriu estatunidenca (d. 1981)
- 29 de setembre – Virginia Bruce, actriu estatunidenca (d. 1982)
- 8 d'octubre – Paulette Dubost, actriu francesa (d. 2011)
- 23 d'octubre – Hayden Rorke, actor de cinema i televisió estatunidenc (d. 1987)
- 27 d'octubre – Jack Carson, actor canadenc (d. 1963)
- 4 de desembre – Alex North, compositor estatunidenc (d. 1991)
- 13 de desembre – Lillian Roth, cantant i actriu estatunidenca (d. 1980)
- 31 de desembre – Roy Rowland, director estatunidenc (d. 1995)

## Debuts
- Leah Baird – "Jean and the Waif"
- Carlyle Blackwell – "Uncle Tom's Cabin"
- Eleanor Caines – "The New Boss of Bar X Ranch"
- Grace Cunard – "The Duke's Plan"
- Margarita Fischer – "There, Little Girl, Don't Cry"
- Alec B. Francis – "Twa Hieland Lads"[8]
- Helen Gardner – "How She Won Him"
- Alice Joyce – "The Deacon's Daughter"
- J. Warren Kerrigan – "A Voice from the Fireplace"
- Mae Marsh – "Ramona"
- Asta Nielsen – "Afgrunden"
- Mabel Normand – "Indiscretions of Betty"
- Wallace Reid – "The Phoenix"
- Norma Talmadge – "The Household Pest"
- Pearl White – "The Missing Bridegroom"